# Part of Your World
«Части́на тво́го сві́ту» — це пісня написана композитором Аланом Менкеном і поетом Говардом Ешманом у 1989 з Діснеївського повнометражного анімаційного мультфільму, Русалонька. Спочатку записаний американською актрисою і співачкою Джоді Бенсон у фільмі її роль Аріель, «Part of Your World» — це Бродвейно-баладний стиль, в якому героїня фільму, русалка, висловлює своє бажання стати людиною.
«Part of Your World» була написана за ідеєю Ешмана, він відчував, що це було необхідно для Аріель слухати пісню, в якому вона ділиться з глядачами її надіями і мріями, схожим на традиційний Бродвейський мюзикл. Пісня була зустрінута позитивно критиками, які хвалили Ешмана і Менкена, за їх композиторські здібності, а також Джоді Бенсон, її вокальне виконання. Незважаючи на те, що пісня отримала і високі відгуки критиків, «Part of Your World» не отримав номінацію на «Оскар» за найкращу оригінальну пісню, а інші пісні з Русалоньки «Under the Sea» та «Kiss the Girl» виграли.

## Фон
Вважаючи, що, в мюзиклі, це необхідно для героїні (Аріель) в якийсь момент співати про неї цілям і що вона сподівається досягти в житті, Ешман написав тексти для «Part of Your World», який він назвав фільм «I Want» song. після аналізу Ешман вся лірика, режисери Рон Клементс і Джон Маскер запропонували деяких переробок, як Ешман були включені умови, які були б незнайомі того, хто їх отримує «інформація [світі] з Чайка». Ешман виконали, замінивши деякі з його попередніх пісень з більш оригінальної термінології.
Під час запису Part of Your World, Джоді Бенсон попросила, щоб у студії світло вимкнули, щоб дати їй відчуття того, що вона під водою.
За словами Менкена, «Part of Your World», одна з пісень, якій аплодували на першому показі фільму «Русалонька».

## Композиція
Пісню написав композитор Алан Менкен і поет Говард Ешман, «Part of Your World» — це балада даунбіт написана в стилі бродвейський мюзиклу. Описав її поет-пісняр Говард Эшман як «I Want» song", пісня «Part of Your World» докладно описує Аріель, і її бажання стати частиною людського світу. Написана в тональності Фа мажор підпису єдиного часу в «помірно яскравий» темпами, Бенсона сопрано вокальний діапазон охоплює рівно одну октаву, з мюзиклу ноти С4 на С5.

## Інші мови
Коли фільм був вперше випущений в 1989 році, між 1989 і 1991 роках він був перекладений близько 20 іншими мовами.
Норвезька співачка Сіссель Ширшебо дублювала Аріель на трьох мовах: данською, норвезькою і шведською. Італійська співачка Сімона Паттітучі виграла MouseAward як Найкраща Європейська Аріель у 2001 році у той час як Російська співачка Світлана Светікова виграла, як найкраща зарубіжна версія по всьому світу..
Тамільська
| «Part of Your World» на інших мовах | «Part of Your World» на інших мовах             | «Part of Your World» на інших мовах                    | «Part of Your World» на інших мовах |
| Мова                                | Виконавець (і)                                  | Назва                                                  | Переклад                            |
| ----------------------------------- | ----------------------------------------------- | ------------------------------------------------------ | ----------------------------------- |
| Арабська                            | رولا زكي (Rula Zaki)                            | «بره في دنياك» («Barra f-donyak»)                      | «В твоєму світі»                    |
| Австрійська(Німецька)               | Caroline Vasicek-Pfeifer                        | «In ihrer Welt»                                        | «В їхньому світі»                   |
| Бразильська (Португальська)         | Gabriela Ferreira '89                           | «Parte do seu mundo»                                   | «Частина його світу»                |
| Бразильська (Португальська)         | Kiara Sasso '97                                 | «Parte do seu mundo»                                   | «Частина його світу»                |
| Болгарська                          | Весела Бонева (Vesela Boneva)                   | «Част от този свят» («Chast ot tozi svyat»)            | «Частина цього світу»               |
| Канадська Французька                | Dominique Faure                                 | «Parmi ces gens»                                       | «Серед цих людей»                   |
| Кантонська                          | 邝美云 («Mei Wan Kwong»; Cally Kwong)           | «與你一起» («?»)                                       | «Бути з тобою»                      |
| Кастильська                         | María Caneda                                    | «Parte de él»                                          | «Частина цього»                     |
| Путунхуа                            | 李潇潇 («Lǐ Xiāo-Xiāo»; Eva Li)                 |                                                        |                                     |
| Хорватська                          | Renata Sabljak                                  | «Tvoj svijet»                                          | «Твій світ»                         |
| Чеська                              | Jana Mařasová                                   | «Tam touğim ğit»                                       | «Я жадаю, щоб жити там»             |
| Данська                             | Sissel Kyrkjebø                                 | «Leve som dem»                                         | «Жива як вони»                      |
| Нідерландська                       | Laura Vlasblom                                  | «Dat is mijn wens»                                     | «Це моя мрія»                       |
| Французька                          | Claire Guyot '90                                | «Partir là-bas»                                        | «Відправляючись туди»               |
| Французька                          | Marie Galey '98                                 | «Partir là-bas»                                        | «Відправляючись туди»               |
| Португальська                       | Anabela Pires                                   | «Fora do mar»                                          | «Із моря»                           |
| Фінська                             | Johanna Nurmimaa '90                            | «Unelmiin mä jään»                                     | «Я залишуся в моїх мріях»           |
| Фінська                             | Nina Tapio '98                                  | «Unelmiin mä jään»                                     | «Я залишуся в моїх мріях»           |
| Німецька                            | Ute Lemper '90                                  | «Ein Mensch zu sein» (1990)                            | «Бути людиною» (1990)               |
| Німецька                            | Naomi Van Dooren '98                            | «In ihrer Welt» (1998)                                 | «In their world» (1998)             |
| Грецька                             | Κρίστη Στασινοπούλου (Krísti Stasinopoúlou) '90 |                                                        |                                     |
| Грецька                             | Άννα Ρόσση (Anna Róssi) '98                     | «Θέλω να ζω» («Thélo na zo») (1998)                    | «Я хочу жити»(1998)                 |
| Іврит                               | שלומית אהרון (Shlomit Aharon)                   | «עולמם של בני האדם»                                    | «Людський світ»                     |
| Гінді                               | «Us duniya mein»                                | «In that world»                                        | «У цьому світі»                     |
| Угорська                            | Oszvald Marika                                  | «Vár rám a föld»                                       | «Земля чекає мене»                  |
| Ісландська                          | Valgerður Guðnadóttir                           | «Allt annað líf»                                       | «Ціле інше життя»                   |
| Індонезійська                       | Beatrix Renita Purwiastanti                     | «Bagian duniamu»                                       | «Частина твого світу»               |
| Італійська                          | Simona Patitucci                                | «La sirenetta»                                         | «Русалонька»                        |
| Японська                            | すずきまゆみ (Suzuki Mayumi)                    | «パート・オブ・ユア・ワールド» («Pāto obu yua wārudo») | «Частина твого світу»               |
| Корейська                           | 손영진 (Son Young-Jin)                          | «저곳에서» («Chŏgosesŏ»)                               | «Он там»                            |
| Латиноамериканська іспанська        | Isela Sotelo                                    | «Parte de él»                                          | «Частина цього»                     |
| Малайська                           | «Kuimpikan duniamu»                             | «I dreamed of your world»                              | «Я мріяла про ваш світ»             |
| Норвезька                           | Sissel Kyrkjebø                                 | «Mer enn en drøm»                                      | «Більше, ніж мрія»                  |
| Польська                            | Beata Jankowska-Tzimas                          | «Naprawdę chcę»                                        | «Я дійсно хочу»                     |
| Румунська                           | Maria Răducanu                                  | «Din lumea ta»                                         | «З вашого світу»                    |
| Російська                           | Светлана Светикова (Світлана Светікова)         | «Весь этот мир»                                        | «Весь цей світ»                     |
| Словацька                           | Zuzana Šťastná                                  | «Byť jednou z vás»                                     | «Будучи одним з вас»                |
| Шведська                            | Sissel Kyrkjebø                                 | «Hela min värld»                                       | «Мій весь світ»                     |
| Тайванський Мандарин                | 刘小芸 (Liú Xiǎo-Yún)                           | ?                                                      | ?                                   |
| Телугу                              | н евідомо                                       | ?                                                      | ?                                   |
| Тайська                             | ศันสนีย์ วัฒนานุกูล (Sansnee Wattananukhun) '91       | «อยู่ในโลกเธอ»                                           | «В її світі»                        |
| Тайська                             | จันทร์จิรา นิ่มพิทักษ์พงศ์ (Chanjira Nimpitakpong) '98   | «อยู่ในโลกเธอ»                                           | «В її світі»                        |
| Турецька                            | Şebnem Ferah                                    | «O dünyada»                                            | «У цьому світі»                     |

## Критика
«Part of Your World» отримала переважно позитивні відгуки критиків. Джанет Маслін з Нью-Йорк Таймс" назвала «Part of Your World» «музичним яблучком». Маслін також описала пісню як бажаний музичний номер для будь-якого Бродвейського мюзиклу. Скотт Холеран в Box Office Mojo назвав пісню «переможною мелодія», вихваляючи вокал Бенсон, який він описав, як такий який, захоплює дух. Sputnikmusic писав аналогічно з Бенсона продуктивність, описавши його як «захопливий» і «блискучий». Filmtracks назвав «Part of Your World» як «чудова балада», акредитовані його «накрити на стіл» для подальшої пісні у виконанні героїнь Disney, такі як Красуня і чудовисько'з «Белль». Filmtracks також похвалив вокал Бенсон, охарактеризувавши його як «Досить ніжна, щоб бути правдоподібним в ролі в той же час точно резонує на необхідному високих діапазонах.»

## Живі і сценічні версії
«Part of Your World», представлена в Бродвейському мюзиклу, екранізація Русалоньки, яка відкрилася в театрі Lunt-Fontanne 10 січня 2008 р. і закритий 30 серпня 2009 року. пісню, спочатку виконувала Джоді Бенсон, а на Бродвеї була вперше виконана актрисою Сьєррою Боггесс, яка виконувада на сцені роль Аріель. Богесс була номінованою на премію Drama Desk Award за видатну жіночу роль у мюзиклі для її виконання.

## Кавер-версія пісні
- Джессіка Сімпсон висвітлювала цю пісню для DisneyMania в 2002 році. Він пізніше почув на 2006 Plantinum саундтрек фільму..
- Мішель Нікастро співала цю пісню для свого альбому Toonful, який був випущений в 1993 році.
- В 2005 році пісня з'явилася в компанії з Kindom Hearts II, який показав Русалоньки як один з багатьох диснеївських фільмів в грі. Інші пісні з фільму також були представлені.
- У 2008 році сліпий Тхір розваги записав версію пісні для фан-анімація характеристика Шукаю групу, з альтернативної пісні.
- «Part of Your World» було чути у фільм Діснея Зачарована.
- «Part of Your World» часто виконуються Даррен Крісс під час живих виступів.
- Леді Гага заспівала цю пісну щоб підняти настрій глядачам.
- Карлі Рей Джепсен зробила кавер на цю пісню і випустила кліп для Diamond Edition на Blu-ray і DVD-реліз в 2013 році. Музичне відео для Part of your world прем'єра спочатку відбулася на каналі Disney, а пізніше кліп був завантажений в DisneyChannelPak, облікового запису YouTube. Джепсен версію увійшли на Gaon Music Chart на #5.
- Джессі Джей виконувала пісню для США версії We Love Disney в 2015 році.
- Косплеєр Traci Hines перевтілися Аріель в її музичному відео на YouTube, версії цієї пісні.